# Страшний суд (Мемлінг)
«Страшний суд» — триптих Ганса Мемлінга, художника Північного Відродження. Роботу було створено в 1466–1473 роках.

## Історія
Флорентійці Анжело ді Джакопо Тані й Катарина Танальї у 1466 році замовили свої портрети для церкви тосканської столиці. Доставити картину було доручено Томмазо Портінарі, агенту будинку Медічі. Проте триптих так і не потрапив у Флоренцію. 27 квітня 1473 року човен захопив данцизький корсар Пауль Бенеке, що подарував картину місцевій церкві. Петро І бажав викупити її, у 1807 році Наполеон перевіз «Страшний суд» до Парижа. Із 1816 року перебуває знову в Національному музеї Гданська (філія — Поморський музей Гданська).

## Опис

### Зовнішні стулки

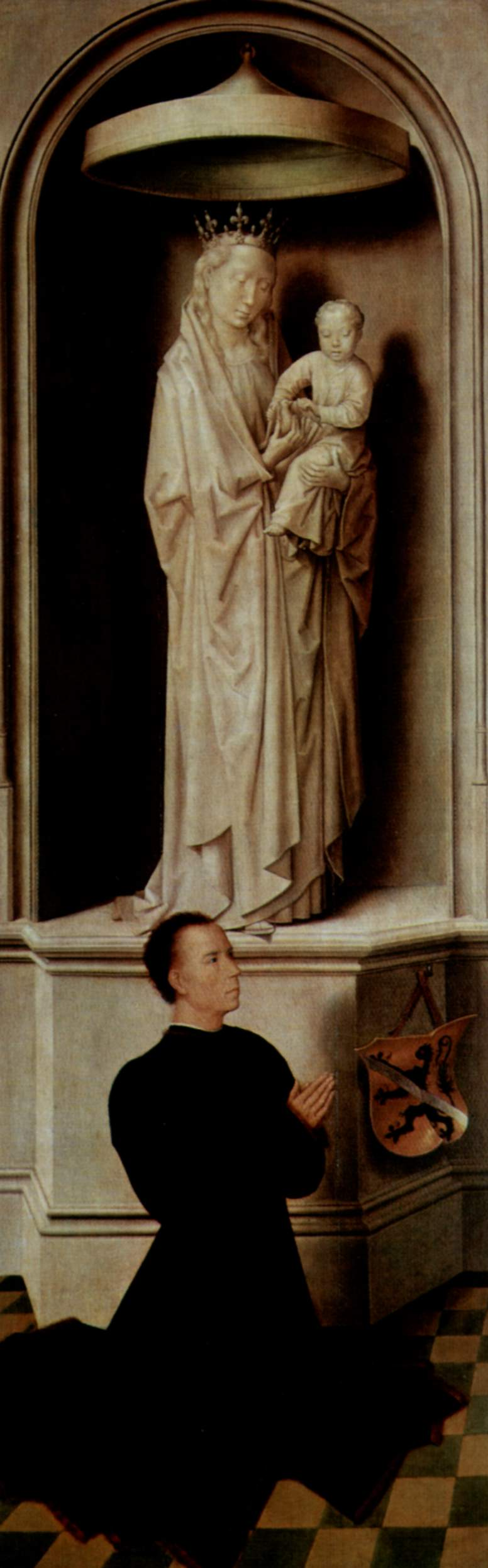

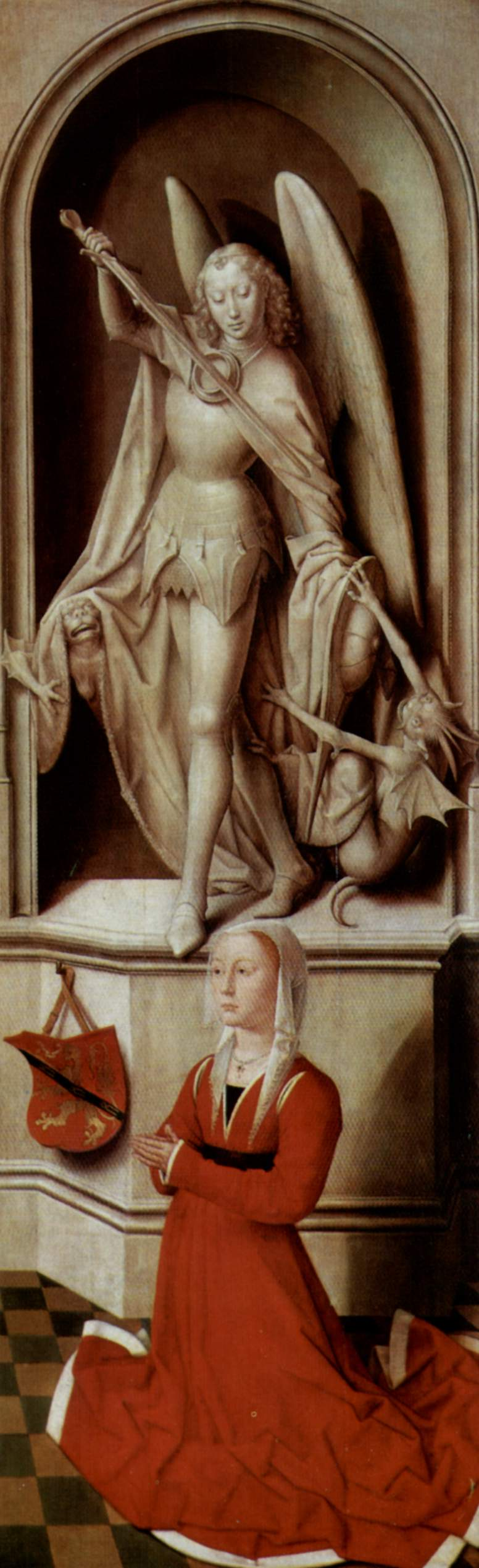

За зовнішніх стулках зображено донаторів. Чорна діагональна смуга на червоному родинному гербі повторюється в одязі Катарини. У нішах зображено монохромно Богоматір із дитям і святого Михаїла, що вбиває списом біса.

### Центральна композиція
Центральну композицію виконано в золотистих, червоних і смарагдових тонах. На сцені Страшного суду зображено більше 50 фігур, проте головні діючи особи виділено розміром. На передньому плані в нижньому ярусі святий Михаїл зважує грішників і правидників (на лівій чаші зображено, ймовірно, Томмазо Портінарі).
Ангели сповіщають по праву руку безпристрасного Христа, на фоні зеленої галявини з-під землі виходять праведники, їх обличчя сповнені надію. Зліва тісняться грішники. Джорджіо Фаджін назвав фігуру Христа «даниною Рогіру ван дер Вейдену».
На лівій стулці зображено готичний портал, в мандорлі — Христос, в овалі — сцена народження Єви.
У цій композиції виявилися характерні риси північноєвропейського живопису XV століття: увага до деталей, світлові ефекти, які можна досягти тільки найтоншим мазком олійними фарбами, реалізм. Показуючи повалення грішників у Пекло Мемлінг уникає грубого натуралізму в зображенні їхніх мук. Як чудовий портретист, він зосереджений на відтворенні почуття приреченості, жаху, болю в рисах облич персонажів. Вершини майстерності Мемлінг досягає в сцені введення в Рай. З усіх художників, що торкалися теми Страшного суду, Мемлінг втілив «щонайпрекрасніший із образів Раю, які були будь-коли створені». Дослідники творчості художника відзначають подібність вівтаря з композиціями на ту ж тему ван дер Вейдена і Лохнер.